# Promession
La promession ou cryomation est un rite funéraire présenté comme une alternative à la crémation et à l'inhumation des cadavres humains ou d'animaux de compagnie, consistant en leur congélation à très basse température suivie d'une réduction en poudre. Cette poudre peut ensuite être incorporée au sol, premier temps du recyclage de ses composants.

## Histoire
La promession a été inventée par la biologiste suédoise Susanne Wiigh-Mäsak qui utilisait de l'azote liquide à -200 °C, puis une réduction en poudre cristalline fine par un système vibratoire et une déshydratation sous vide proche de la lyophilisation. À la différence de la crémation, les amalgames dentaires au mercure (plombages) sont alors facilement récupérés, ce qui permet à la poudre d'être enfouie dans un récipient biodégradable et rendue au sol. L'intégration de la totalité des restes du corps ne prend alors qu'une année environ, tout en réduisant les émissions de carbone (CO2, méthane).
Cette méthode s'inscrit dans un mouvement visant à reconsidérer la mort et l'après-mort de manière plus écoresponsable en tenant compte de l'énergie et de l'environnement.

### Étymologie et dénomination
Le terme promession a été forgé par Susanne Wiigh-Mäsak (en suédois), sur la base du mot latin promissum signifiant promesse.
Le terme cryomation a probablement été proposé par la société britannique Cryomation Ltd, pour sa ressemblance avec le terme crémation. La racine cryo- (κρύος, krúos) désigne le froid en grec ancien.

## Intérêt sanitaire et limites
En cas d'épidémies (zoonotiques notamment) et de pandémie, il est nécessaire de traiter les cadavres rapidement. Selon une étude récente (2022), après que les restes humains ont été séchés puis stérilisés sous vide, « la congélation rapide à -196 degrés Celsius crée un environnement dans lequel il est difficile pour les bactéries et les virus de survivre », tout en rendant friable toute la matière organique.
Cependant, de nombreuses études ont montré que certains germes, éventuellement pathogènes, survivent à la déshydratation et au passage dans l'azote liquide (ils sont dits revivifiants). On en retrouve par exemple dans les contenants utilisés pour conserver par cryogénisation les échantillons de sperme utilisés pour la fécondation artificielle d'animaux de fermes. Certaines bactéries (bactéries lactiques) se conservent même mieux dans l'azote liquide que dans un congélateur classique (à -15 ou -25 °C). La question du devenir de certains microorganismes et virus, ou encore des prions pathogènes, se pose donc.

## Intérêt environnemental
C'est l'une des réponses techniques proposées par l'industrie mortuaire aux mouvements et personnes prônant une attitude plus écologique vis à vis de la mort, des funérailles et du cadavre (méthodes d'inhumation parfois dites "vertes", qui gagnent en popularité). Un "Green Burial Council" (GBC) a été créé en 2005 pour clarifier la notion d'inhumation verte ou naturelle (actuellement définie comme : façon de prendre soin des morts avec un impact environnemental minimal qui aide à la conservation des ressources naturelles, à la réduction des émissions de carbone, à la protection de la santé des travailleurs et la restauration et/ou la préservation des habitats naturels. Les funérailles écologiques nécessitent l'utilisation de matériaux non-toxiques et biodégradables (par exemple pour les cercueils, les linceuls et les urnes).
Les différentes techniques funéraires et leurs variantes ont des impacts écologiques, sanitaires et climatiques très différents, qui prennent une importance nouvelle dans le contexte du dérèglement climatique anthropique, de l'effondrement de la biodiversité, notamment due à la perte d'habitats naturels pour la biodiversité.

## Limites environnementales
La promession nécessite de l'azote liquide et un système de lyophilisation ; elle est donc une technologie qui n'est pas « low-tech » (et qui est peu disponible dans les pays pauvres ou dans les régions éloignées des centres urbains ou industriels).
Selon une étude chinoise récente (publication 2022), en termes d'écobilan, ce procédé consomme cependant beaucoup moins d'énergie et de carburants fossiles (fuel ou gaz naturel) et émet bien moins de gaz à effet de serre que toutes les formes de crémation actuellement utilisées, et serait écologiquement et sanitairement plus vertueux que l'enterrement classique.

## Procédé
Le corps du défunt est plongé dans de l'azote liquide qui le refroidit à -196 °C, ce qui le rend très cassant.
Il est alors facilement fragmenté en petits morceaux, ce qui permet d'en retirer les objets métalliques étrangers (prothèses, pacemaker...). Les restes sont alors lyophilisés sous vide pour éliminer l'humidité, laissant une poudre qui, selon Kuo Hsien Lee et ses collègues, est « stérile » et peut être utilisée comme compost, si le corps n'a pas fait l'objet d'un traitement par thanatopraxie — s'il contient des radioisotopes issus d'un traitement médical par radiothérapie, des précautions particulières sont à prendre.

## Acceptabilité
Depuis toujours, la mort et le devenir du cadavre sont des sujets culturellement, symboliquement et émotivement très chargés. Dans le contexte de la dégradation générale du climat et des écosystèmes, et de la croissance démographique, la dimension des impacts environnementaux du traitement des cadavres et de la place occupée par les pierres tombales et cimetières prend de l'importance, avec notamment le dilemme résumé par P.V Stock et M.K Dennis via la formule « Partir en fumée ou en bas avec les vers de terre ? » (Up in smoke or down with worms ?)

## Contexte légal
Comme tous les rites funéraires, dans la plupart des pays la promession est soumise aux dispositions de la loi.
Elle est aujourd'hui autorisée en Suède, en Allemagne, en Corée du Sud, aux États-Unis, au Royaume-Uni, au Canada et en Afrique du Sud.
Des centres de promession pour ce type de funérailles (Promators) ont vu le jour à partir de 2008.
La promession est à ce jour (2022) interdite en France où la réglementation n'accepte que deux modes de sépulture : l'inhumation et la crémation. La dernière communication officielle sur le sujet relève d'une question au gouvernement posée par le député Jean Leonetti. La réponse datant de juillet 2016 mentionne une étude nécessaire par le Conseil national des opérations funéraires (CNOF).

## Offres commerciales
La première offre commerciale a été proposée par la société suédoise Promessa, fondée par l'inventeuse Susanne Wiigh-Mäsak, en même temps qu'elle a proposé le terme promession.
Un procédé similaire a été mis au point par une start-up britannique (Cryomation Ltd, créée le 28 November 2006) avec l'Université du Hertfordshire sous le terme de cryomation et a été breveté.